# Марков, Игорь Викторович
Игорь Викторович Марков (р. 1967, Гродно, БССР) — музыкальный продюсер, основатель и президент компании «Mark Music». В рамках своей профессиональной деятельности продюсировал или принимал участие в сопродюсировании ряда российских артистов.

## Биография
Среди исполнителей, вышедших на большую сцену благодаря сотрудничеству с Игорем Марковым: Лера Массква, Нюша, Павел Чехов, Александр Ломинский, группа «Альфа», Женя Рассказова и другие. За весь период деятельности Маркова как продюсера его проекты становились лауреатами и номинантами многих актуальных российских премий, среди которых: Фестиваль «Новая волна», «5 Звёзд», «Премия Муз-ТВ», «Премия MTV», «Золотой граммофон», «Песня года».